# (4326) McNally
(4326) McNally (1982 HS1) – planetoida z pasa głównego asteroid okrążająca Słońce w ciągu 5,4 lat w średniej odległości 3,08 j.a. Odkryta 28 kwietnia 1982 roku.